# Sipunculus mundanus
Sipunculus mundanus là loài động vật thuộc chi Sá sùng. Loài này được Selenka & Bülow mô tả khoa học vào năm 1883.